# Арифи, Шпейтим
Шпе́йтим А́рифи (алб. и нем. Shpejtim Arifi; 4 марта 1979, Приштина, СФРЮ) — албанский футболист, имеющий немецкое гражданство, нападающий.
Арифи начинал свою карьеру в клубах низших дивизионов «Людвигсхафен 03» и «Зюдвест», в сезоне 2002/03 играл за клуб Оберлиги «Юго-Запад» «Вайнгартен», затем за «Мангейм», полгода отыграл за «Зандхаузен».
В сезоне 2005/06 Шпейтим помог «Ройтлингену» пробиться в Региональную лигу «Юг», однако сам остался в Оберлиге, перешёл в «Оггерсхайм» и стал лучшим бомбардиром лиги (19 мячей) и вывел клуб в Региональную лигу, однако на более высоком уровне заиграть ему не удалось.
Летом 2008 года присоединился к новичку иранской Про-лиги «Пайам Мешхед». Команду лихорадило: в течение сезона трижды сменялись владельцы и тренеры, клуб занял 15-е место и вылетел. Шпейтим же стал открытием сезона — занял второе место в списке лучших бомбардиров с 18 мячами (Араш Борхани из «Эстегляля» забил 20 мячей).
Летом 2009 года подписал двухлетний контракт с тегеранским «Персеполисом». Трансфер Арифи стал самым дорогим в истории иранского футбола (850 тысяч долларов). Однако здесь не удалось оправдать высоких ожиданий. После окончания контракта Шпейтим перешёл в «Трактор Сази», через полгода отправился в клуб Лиги Азадеган «Абумослем».
Полгода играл в Оберлиге «Баден-Вюртемберг» за «Цвайбрюккен», в январе 2013 года вёл переговоры с албанской «Тираной», летом был на просмотре в «Мангейме». В мае 2014 года сыграл 3 матча за «Боруссию» из Нойнкирхена, после чего завершил карьеру.

## Достижения
- Обладатель Кубка Хазфи: 2009/10, 2010/11.
- Победитель Оберлиги «Баден-Вюртемберг»: 2005/06.
- Победитель Оберлиги «Юго-Запад»: 2006/07.
- Победитель Оберлиги «Рейнланд-Пфальц/Саар»: 2012/13.
- Лучший бомбардир Оберлиги «Юго-Запад»: 2006/07 (19 мячей).